# Miloš Korolija
Miloš Korolija (in serbo Милош Королија?; Belgrado, 21 novembre 1981) è un ex pallanuotista e allenatore di pallanuoto serbo, precedentemente jugoslavo e serbo-montenegrino, allenatore del Partizan Belgrado.
Cresce nel plurititolato Partizan, con cui esordisce nella pallanuoto professionistica. Al Partizan torna in tappe successive della sua carriera, dopo due esperienze in Ungheria (Szeged e Debrecen).

## Palmarès
- Campionato serbo: 4

Partizan: 2007, 2010, 2011, 2012
- Coppa di Serbia: 4

Partizan: 2006-07, 2009-10, 2010-11, 2011-12
- Eurolega: 1

Partizan: 2010-11
- Supercoppa LEN: 1

Partizan: 2011
- Coppe LEN: 1

Szeged: 2008-09
- Euro Interliga: 2

Partizan: 2010, 2011
- Tom Hoad Cup: 2

Partizan: 2006, 2011
- Campionato turco: 1

Galatasaray: 2017
- Campionato rumeno: 1

Oradea: 2015